# Marisa Linton
Pour les articles homonymes, voir Linton.
Marisa Linton, née le 31 mai 1959, est une historienne britannique spécialiste de la Révolution française,,,.

## Éducation
Elle obtient sa licence en Histoire avec mention très bien en 1988 de l'Université du Middlesex, sa maîtrise avec distinction en 1989 et son doctorat en 1993 en Histoire de l’Université de Sussex.

## Carrière
Linton est professeur émérite à l’Université Kingston,.